# Rachel Covey
Rachel Covey (New York, 15 giugno 1998) è un'attrice statunitense.

## Biografia
Nativa di New York, è conosciuta per aver interpretato la piccola Morgan nel film Come d'incanto.
È anche apparsa in Il coraggio di cambiare quando aveva sette anni in cui interpreta la figlia di David Schwimmer.

## Filmografia
- Il coraggio di cambiare, regia di Matt Mulhern (2005)
- Come d'incanto (Enchanted), regia di Kevin Lima (2007)
- Annie (2011) - voce
- Come per disincanto - E vissero infelici e scontenti (Disenchanted), regia di Adam Shankman (2022)